# Estil ISO de referències bibliogràfiques
ISO 690 és una norma ISO (International Organization for Standardization, Organització Internacional de Normalització en català) que especifica els elements que han de ser inclosos en les referències bibliogràfiques de materials publicats, com les monografies i publicacions seriades, capítols, articles de publicacions seriades (com revistes i diaris), materials cartogràfics, enregistraments sonors, fotografies, obres audiovisuals i documents de patents.
Dona un ordre determinat als elements de la referència i estableix convencions per a la transcripció i presentació d'informació derivada de la publicació font, encara que les qüestions d'estil (puntuació, estils tipogràfics, majúscules) no són, en general, part de la norma.
La norma ISO 690 cobreix referències a materials publicats en forma impresa o no impresa. No obstant això, no s'aplica a referències de manuscrit o altres materials no publicats.
Existeixen tres edicions de la norma ISO 690:
- ISO 690:1975.[1]
- ISO 690:1987 (Documentació - Referències bibliogràfiques - Contingut, forma i estructura).[2] L'Associació Espanyola de Normalització i Certificació ha traduït i adaptat aquest document com a "norma UNE 50-104-94".
- Com a complement de l'anterior, es va publicar l'ISO 690-2:1997 (Informació i documentació - Referències bibliogràfiques - 2a part: Documents electrònics o fragments).[3]
- ISO 690:2010, que és l'edició actual i substitueix l'anterior i el seu complement.[4]